# Политеистический реконструкционизм
Политеисти́ческий реконструкциони́зм, реконструкциони́зм (англ. reconstructionism) — совокупность неоязыческих движений, ставящих своей целью реконструкцию политеистических (дохристианских, языческих) религиозных традиций определённой этнической группы, языкового или географического региона.
Как отдельное направление зародилось в конце 1960-х — начале 1970-х годов и получило дальнейшее развитие и распространение в 1990-х и 2000-х годах.
Отличается от неоязыческого эклектизма (eclecticism), синкретического неязычества, которое свободно смешивает язычество с элементами других религий и философий, традиции разных регионов, народов и эпох, рассматривает язычество прошлого в основном лишь как источник вдохновения для собственного духовного поиска и сближается с культурой нью-эйдж.
Реконструкционистское неоязычество более распространено в Восточной Европе, эклектическое, например, викка, — в Северной Америке и на Британских островах.

## Термин
Впервые термин «реконструктивистское язычество», скорее всего, был использован Исааком Боневицем в конце 1970-х годов. Боневиц писал, что он не уверен, «взял ли [он] этот термин от одного или нескольких других культурно ориентированных неоязыческих движений того времени, или [он] просто применил его по-новому».
Позднее Марго Адлер использовала термин «языческие реконструкционисты» в своей книге «Drawing Down the Moon» 1979 года по отношению к тем, которые пытаются возродить или «реконструировать» «аутентичную» дохристианскую религиозную практику с помощью исследований в таких областях, как археология, фольклористика и антропология.
Применимость термина «реконструкционизм» к неоязычеству в Центральной и Восточной Европе вызывает критику, поскольку во многих языках этих регионов эквиваленты этого термина, такие как чеш. Historická rekonstrukce и лит. Istorinė rekonstrukcija, уже используются для обозначения светского увлечения исторической реконструкцией.

## Понятие
Понятие политеистический реконструкционизм отражает классификацию неоязыческих движений, основанную на различном отношении к источниковому материалу по дохристианским системам верований. Майкл Стрмиска (Висконсинский университет в Мадисоне и Бостонский университет, один из основателей Всемирного конгресса этнических религий) отмечает, что неоязыческие группы можно «разделить в рамках континуума: на одном конце находятся те, которые стремятся реконструировать древние религиозные традиции определённой этнической группы или языкового или географического региона в максимально возможной степени; на другом конце находятся те, которые свободно смешиваются традиции разных регионов, народов и временных периодов». Стрмиска пишет, что эти два полюса можно назвать реконструкционизмом и эклектизмом (reconstructionism and eclecticism) соответственно. Реконструкционисты не совсем отвергают инновации в своей интерпретации и адаптации исходного материала, однако они считают, что исходный материал передаёт большую аутентичность и, следовательно, должен быть подчёркнут. Они часто учитывают содержание научных дискуссий на тему дохристианских религий, а некоторые реконструкционисты сами являются учёными. Эклектисты, наоборот, ищут лишь общего вдохновения в дохристианском прошлом и не стремятся воссоздать обряды и традиции с особым вниманием к деталям.
А. А. Бесков писал, что эклектическое неоязычество, лишённое конкретной географической и этнической подосновы, сближается с культурой нью-эйдж, в отличие от реконструкционистского направления. По его словам, русским неоязычеством именуется реконструкционистское направление, которое декларирует историческую и идейную связь с восточнославянскими («русскими») дохристианскими верованиями. Именно такое неоязычество называется в литературе термином «родноверие».
К реконструкционистскому направлению принадлежат движения, которые часто выступают за обозначение «родная вера» («Native Faith»), включая ромуву, германское неоязычество и эллинизм. К эклектизму относятся викка, телема, адонизм, друидизм, движение Богини, дискордианизм и радикальные фейри. Стрмиска также считает, что это разделение можно рассматривать как основанное на «дискурсах идентичности», при этом реконструкционисты подчёркивают глубоко укоренённое чувство земли и народа, а эклектисты придерживаются принципов универсальности и открытости по отношению к человечеству и миру.
Стрмиска также отмечает, что это разделение «не так абсолютно и не так прямолинейно, как может показаться». Он приводит в пример диевтуриба, форму реконструкционистского неоязычества, которое стремится возродить дохристианскую религию латышского народа, но демонстрирует эклектические тенденции, перенимая монотеистическую направленность и церемониальную структуру лютеранства. Исследуя неошаманизм среди саамов Северной Скандинавии, Сив Эллен Крафт подчеркивает, что, несмотря на то, что религия является реконструкционистской по замыслу, она весьма эклектична в аспекте заимствования элементов шаманских традиций других регионов. Мэтью Амстер отмечает, что асатро, форма германского неоязычества в Дании, явно не вписывается в эти рамки, поскольку, стремясь к реконструкционистской исторической точности, асатро, тем не менее, подвергнуто сильному христианскому влиянию. Движение конструирует догмы, практики, религиозные титулы, литературу; признаёт и поклоняется только асам; решительно избегает акцента на этнической принадлежности, что характерно для других реконструкционистских групп. Хотя викка определяется как эклектическая форма неоязычества, Стрмиска также отмечает, что некоторые виккане имеют более реконструкционистскую направленность, сосредоточившись на определённых этнических и культурных связях. Существуют такие варианты, как скандинавская викка и кельтская викка.
О. В. Кутарев предлагает систематизацию неоязыческих движений по этническому признаку: германское неоязычество — асатру, кельтское — друидизм, славянское и др., и по синкретическому — например, викка.

## История
Движение реконструкционизма началось в 1970 году с первых попыток возродить дохристианские религии германского неоязычества в Исландии, Великобритании и США, с акцентом на норвежской мифологии эпохи викингов, и реконструкции древнегреческой религии в самой Греции, а также возрождении прибалтийских языческих верований, инициированных организацией Ромува.
В начале второго этапа в 1990-х и 2000-х годах, к этим движениям присоединились различные группы, предпринявшие серьёзные попытки реконструкции римской и кельтской религии. Многие из групп сосредоточились на времени 1-го тысячелетия н. э. (за исключением греческой, римской, кельтской религий, которые хорошо засвидетельствованы в более ранних источниках), до периода христианизации населения соответствующих стран. Большинство из них также включают фольклорные практики, которые выжили в новейшей истории, а в некоторых случаях сохранились и по настоящее время. Реконструированные религии основаны на сохранившихся исторических записях и на сохранившихся народных обычаях соответствующей культуры.
В отличие от эклектических движений политеистические реконструкционисты практикуют культурно специфичные этнические традиции, основанные на фольклоре, песнях и молитвах, а также на реконструкциях из исторических источников. Эллинисты, римские реконструкционисты, Кеметисты, кельтские, германские, гуанчские, балтийские и славянские реконструкционисты ставят целью сохранить и возродить этнические обычаи и верования.

## Направления

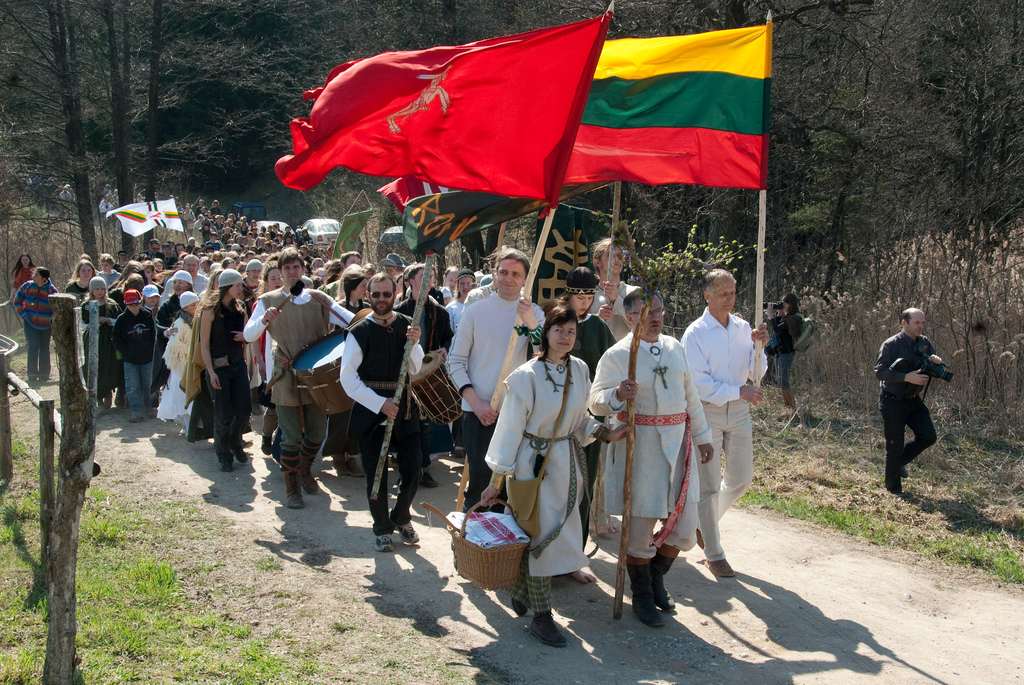
Шествие членов «Ромувы»

К политеистическому реконструкционизму принадлежат:
- Армянское неоязычество
- Балтийское неоязычество
  - Ромува
  - Диевтуриба
- Семитское неоязычество
- Венгерское неоязычество[англ.]
- Германское неоязычество
  - Асатру
- Греческое неоязычество
- Египетское неоязычество
- Романское неоязычество
  - Новый Рим
- Кавказское неоязычество
- Кельтское неоязычество
- Румынское неоязычество
- Германское неоязычество
- Славянское неоязычество
- Неоязычество Канарских островов
- Финно-угорское неоязычество
  - Финское неоязычество

Для укрепления «воссозданных» традиций политеистических религий и пропаганды религиозной терпимости в современном мире в 1998 году был учреждён Всемирный конгресс этнических религий (WCER).